# Campeonato Amazonense 2000
In 2000 werd het 84ste Campeonato Amazonense gespeeld voor clubs uit Braziliaanse staat Amazonas. De competitie werd georganiseerd door de FAF en werd gespeeld van 13 februari tot 16 juli. Nacional werd kampioen.

## Eerste fase

### Groep A
| Plaats | Club         | Wed. | W | G | V | Saldo | Ptn. |
| ------ | ------------ | ---- | - | - | - | ----- | ---- |
| 1.     | São Raimundo | 3    | 3 | 0 | 0 | 11:1  | 9    |
| 2.     | Nacional     | 3    | 2 | 1 | 0 | 6:4   | 6    |
| 3.     | América      | 3    | 0 | 1 | 2 | 2:8   | 3    |
| 4.     | Sul América  | 3    | 0 | 0 | 3 | 0:6   | 0    |

### Groep B
| Plaats | Club       | Wed. | W | G | V | Saldo | Ptn. |
| ------ | ---------- | ---- | - | - | - | ----- | ---- |
| 1.     | Rio Negro  | 3    | 2 | 1 | 0 | 8:3   | 7    |
| 2.     | Cliper     | 3    | 1 | 2 | 0 | 3:2   | 5    |
| 3.     | Libermorro | 3    | 1 | 0 | 2 | 1:3   | 3    |
| 4.     | Fast Clube | 3    | 0 | 1 | 2 | 3:7   | 1    |

|  | Gekwalificeerd voor finale eerste fase |

### Finalegroep
| Plaats | Club         | Wed. | W | G | V | Saldo | Ptn. |
| ------ | ------------ | ---- | - | - | - | ----- | ---- |
| 1.     | Nacional     | 3    | 2 | 1 | 0 | 4:1   | 7    |
| 2.     | Rio Negro    | 3    | 1 | 1 | 1 | 3:5   | 4    |
| 3.     | São Raimundo | 3    | 1 | 0 | 2 | 6:4   | 3    |
| 4.     | Cliper       | 3    | 1 | 0 | 2 | 1:4   | 3    |

## Tweede fase

### Groep A
| Plaats | Club         | Wed. | W | G | V | Saldo | Ptn. |
| ------ | ------------ | ---- | - | - | - | ----- | ---- |
| 1.     | São Raimundo | 3    | 2 | 1 | 0 | 6:4   | 7    |
| 2.     | Sul América  | 3    | 2 | 0 | 1 | 3:2   | 6    |
| 3.     | Cliper       | 3    | 1 | 1 | 1 | 3:2   | 4    |
| 4.     | Fast Clube   | 3    | 0 | 0 | 3 | 2:6   | 0    |

### Groep B
| Plaats | Club       | Wed. | W | G | V | Saldo | Ptn. |
| ------ | ---------- | ---- | - | - | - | ----- | ---- |
| 1.     | Nacional   | 3    | 3 | 0 | 0 | 9:0   | 6    |
| 2.     | Rio Negro  | 3    | 2 | 1 | 0 | 6:2   | 6    |
| 3.     | Libermorro | 3    | 1 | 0 | 2 | 5:8   | 3    |
| 4.     | América    | 3    | 0 | 0 | 3 | 3:13  | 0    |

|  | Gekwalificeerd voor finale tweede fase |

### Finalegroep
| Plaats | Club         | Wed. | W | G | V | Saldo | Ptn. |
| ------ | ------------ | ---- | - | - | - | ----- | ---- |
| 1.     | São Raimundo | 3    | 2 | 1 | 0 | 5:1   | 7    |
| 2.     | Naciona      | 3    | 1 | 2 | 0 | 4:3   | 5    |
| 3.     | Rio Negro    | 3    | 1 | 1 | 1 | 3:3   | 4    |
| 4.     | Sul América  | 3    | 0 | 0 | 3 | 1:6   | 0    |

## Derde fase

### Groep A
| Plaats | Club         | Wed. | W | G | V | Saldo | Ptn. |
| ------ | ------------ | ---- | - | - | - | ----- | ---- |
| 1.     | Libermorro   | 3    | 2 | 1 | 0 | 5:3   | 7    |
| 2.     | São Raimundo | 3    | 2 | 0 | 1 | 4:2   | 6    |
| 3.     | Cliper       | 3    | 0 | 2 | 1 | 3:5   | 2    |
| 4.     | Rio Negro    | 3    | 0 | 1 | 2 | 3:5   | 1    |

### Groep B
| Plaats | Club        | Wed. | W | G | V | Saldo | Ptn. |
| ------ | ----------- | ---- | - | - | - | ----- | ---- |
| 1.     | Nacional    | 3    | 3 | 0 | 0 | 10:4  | 9    |
| 2.     | Sul América | 3    | 2 | 0 | 1 | 7:5   | 6    |
| 3.     | América     | 3    | 1 | 0 | 2 | 4:7   | 3    |
| 4.     | Fast Clube  | 3    | 0 | 0 | 3 | 3:8   | 0    |

|  | Gekwalificeerd voor finale derde fase |

### Finalegroep
| Plaats | Club         | Wed. | W | G | V | Saldo | Ptn. |
| ------ | ------------ | ---- | - | - | - | ----- | ---- |
| 1.     | Nacional     | 3    | 3 | 0 | 0 | 8:1   | 9    |
| 2.     | Sul América  | 3    | 2 | 0 | 1 | 5:5   | 6    |
| 3.     | São Raimundo | 3    | 1 | 0 | 2 | 4:5   | 3    |
| 4.     | Libermorro   | 3    | 0 | 0 | 3 | 4:10  | 0    |

## Finale
Doordat Nacional twee van de drie groepsfases gewonnen had, had de club genoeg aan een gelijkspel om de titel binnen te halen. 
Finale
|             |          |       |              |  |
| 9 juli Heen | Nacional | 0 – 2 | São Raimundo |  |
| 9 juli Heen |          |       |              |  |

|               |              |       |          |  |
| 16 juli Terug | São Raimundo | 0 – 2 | Nacional |  |
| 16 juli Terug |              |       |          |  |

### Kampioen
| Campeonato Amazonense de 2000 |
| Amazonas                      |
| ----------------------------- |
| NACIONAL Kampioen (37° titel) |